# A3 Champions Cup 2007
La A3 Champions Cup 2007 è stata la quinta ed ultima edizione della A3 Champions Cup, torneo che vede partecipare 4 squadre, le vincitrici del campionato cinese, sudcoreano e giapponese e una delle tre squadre arrivate seconde in questi tre campionati. Questo torneo si è svolto dal 7 giugno 2007 al 13 giugno 2007, con un totale di 6 partite, durante le quali sono stati segnati 21 goal, circa 3,5 a partita.
La città ospitante è stata Shandong, perciò, assieme a Urawa Red, Shandong Luneng e Seongnam partecipò anche la squadra cinese di Shanghai Shenhua, arrivata seconda nel campionato cinese del 2006 e personalmente invitata dagli organizzatori del torneo.

## Partecipanti
- Seongnam, vincitrice della K-League 2006
- Shandong Taishan, vincitore della Chinese Super League 2006
- Urawa Reds, vincitore della J. League 2006
- Shanghai Shenhua, secondo arrivato nella Chinese Super League 2006 e invitato.

## Classifica finale
| Squadra               | P.ti | G | V | N | P | GF | GS | DR |
| --------------------- | ---- | - | - | - | - | -- | -- | -- |
| Shanghai Shenhua      | 6    | 3 | 2 | 0 | 1 | 7  | 3  | +4 |
| Shandong Luneng       | 6    | 3 | 2 | 0 | 1 | 7  | 6  | +1 |
| Urawa Red Diamonds    | 3    | 3 | 1 | 0 | 2 | 5  | 7  | -2 |
| Seongnam Ilhwa Chunma | 3    | 3 | 1 | 0 | 2 | 2  | 5  | -3 |

| Shandong 7 giugno 2007, ore 18:00 UTC+6                                   | Shanghai Shenhua | 3 – 0 | Seongnam Ilhwa Chunma | Shandong Stadium |
| \| \| \| \| \| Ricard 12’ Li Gang 61’ Diego Alonso 75’ \| Marcatori \| \| |                  |       |                       |                  |
|                                                                           |                  |       |                       |                  |
| Ricard 12’ Li Gang 61’ Diego Alonso 75’                                   | Marcatori        |       |                       |                  |

| Shandong 7 giugno 2007, ore 20:30 UTC+6                                                                                 | Shandong Luneng | 4 – 3                         | Urawa Red Diamonds | Shandong Stadium |
| \| \| \| \| \| Zeng Zhi 34’ Shu Chang 58’ Živković 75’ Zhou Haibin 84’ \| Marcatori \| 16’ Hasebe 89’ 90’ Washington \| |                 |                               |                    |                  |
| |                 |                               |                    |                  |
| Zeng Zhi 34’ Shu Chang 58’ Živković 75’ Zhou Haibin 84’                                                                 | Marcatori       | 16’ Hasebe 89’ 90’ Washington |                    |                  |

| Shandong 10 giugno 2007, ore 18:00 UTC+6         | Urawa Red Diamonds | 1 – 0 | Seongnam Ilhwa Chunma | Shandong Stadium |
| \| \| \| \| \| Washington 39’ \| Marcatori \| \| |                    |       |                       |                  |
|                                                  |                    |       |                       |                  |
| Washington 39’                                   | Marcatori          |       |                       |                  |

| Shandong 10 giugno 2007, ore 20:30 UTC+6                                                   | Shandong Luneng | 2 – 1                   | Shanghai Shenhua | Shandong Stadium |
| \| \| \| \| \| Živković 11’(rig.) Zheng Zhi 35’ \| Marcatori \| 82’ (rig.) Diego Alonso \| |                 |                         |                  |                  |
|                                                                                            |                 |                         |                  |                  |
| Živković 11’(rig.) Zheng Zhi 35’                                                           | Marcatori       | 82’ (rig.) Diego Alonso |                  |                  |

| Shandong 13 giugno 2007, ore 18:00 UTC+6                                                         | Urawa Red Diamonds | 1 – 3                                         | Shanghai Shenhua | Shandong Stadium |
| \| \| \| \| \| Tulio Tanaka 58’ \| Marcatori \| 10’ Hamilton Ricard 30’ Chang Lin 39’ Li Gang \| |                    |                                               |                  |                  |
|                                                                                                  |                    |                                               |                  |                  |
| Tulio Tanaka 58’                                                                                 | Marcatori          | 10’ Hamilton Ricard 30’ Chang Lin 39’ Li Gang |                  |                  |

| Shandong 13 giugno 2007, ore 18:00 UTC+6                                               | Shandong Luneng | 1 – 2                              | Seongnam Ilhwa Chunma | Shandong Stadium |
| \| \| \| \| \| Wang Xiaolong 80’ \| Marcatori \| 33’ Kim Sang-sik 41’ Choi Sung-Kuk \| |                 |                                    |                       |                  |
|                                                                                        |                 |                                    |                       |                  |
| Wang Xiaolong 80’                                                                      | Marcatori       | 33’ Kim Sang-sik 41’ Choi Sung-Kuk |                       |                  |

## Decreto finale
Shanghai Shenhua
(1º titolo)

## Premi
- Capocannoniere: Washington (Urawa Red Diamonds)
- Miglior giocatore: Li Gang (Shanghai Shenhua)

## Marcatori
| Pos | Giocatore           | Club                    | Goal |
| --- | ------------------- | ----------------------- | ---- |
| 1.  | Washington          | Urawa Red Diamonds      | 3    |
| 2.  | Diego Alonso        | Shanghai Shenhua        | 2    |
| 2.  | Li Gang             | Shanghai Shenhua        | 2    |
| 2.  | Hamilton Ricard     | Shanghai Shenhua        | 2    |
| 2.  | Zheng Zhi           | Shandong Luneng Taishan | 2    |
| 2.  | Aleksandar Živković | Shandong Luneng Taishan | 2    |
| 3.  | Choi Sung-Kuk       | Seongnam Ilhwa Chunma   | 1    |
| 3.  | Kim Sang-sik        | Seongnam Ilhwa Chunma   | 1    |
| 3.  | Shu Chang           | Shandong Luneng Taishan | 1    |
| 3.  | Zhou Haibin         | Shandong Luneng Taishan | 1    |
| 3.  | Wang Xiaolong       | Shandong Luneng Taishan | 1    |
| 3.  | Chang Lin           | Shanghai Shenhua        | 1    |
| 3.  | Makoto Hasebe       | Urawa Red Diamonds      | 1    |
| 3.  | Marcus Tulio Tanaka | Urawa Red Diamonds      | 1    |